# Desmond Paul Henry
Desmond Paul Henry (Huddersfield, 5 de julio de 1921-Mánchester, 24 de octubre de 2004) fue un artista británico, pionero del arte computacional en la década de 1960 mediante la creación de imágenes curvilíneas complejas con máquinas de dibujo analógicas. Profesor y lector de filosofía en la Universidad Victoria de Mánchester entre 1949 y 1982, construyó una serie de tres máquinas de dibujo a partir de visores de bombardeo modificados de la Segunda Guerra Mundial, e investigó sobre procedimientos de generación de imágenes por procedimientos fotoquímicos y mediante máquinas basadas en péndulos.

## Carrera artística
La carrera artística de Henry se lanzó en 1961 gracias al artista L. S. Lowry y al entonces director de la Salford Art Gallery, A. Frape, cuando ganó el concurso local London Opportunity organizado en la galería de arte. El premio era una exhibición individual en Londres, en la Reid Gallery. Lowry sabía lo importante que podía ser la exhibición de Londres para llamar la atención del público sobre un artista. Como uno de los jueces del concurso, Lowry había visitado la casa de Henry en Burford Drive, Mánchester, para ver sus trabajos artísticos.
Fue en esta exposición de Londres de 1962, titulada Ideographs, donde se exhibieron por primera vez los efectos generados por las máquinas de Henry, junto con imágenes basadas en las técnicas fotoquímicas que originalmente le habían permitido ganar el concurso. Fue esta primera exhibición de efectos producidos por máquinas lo que llevó a Henry y a su primera máquina de dibujo a ser incluidos en el primer programa de la serie North at Six de la BBC y al interés de la revista estadounidense Life. Henry y su primera máquina de dibujar iban a aparecer en esta revista, pero el artículo fue descartado tras el asesinato del presidente estadounidense John F. Kennedy. La respuesta generalmente positiva que recibieron sus imágenes refleja el zeitgeist del utopismo tecnológico de la década de 1960. El periódico The Guardian, en su edición del 17/9/62, describió las imágenes producidas por esta primera máquina como "bastante fuera de este mundo" y "casi imposibles de producir por manos humanas".
Los efectos generados por las máquinas de Henry se exhibieron en varios lugares durante la década de 1960, siendo el más importante el Cybernetic Serendipity (1968) celebrado en el Institute of Contemporary Arts (I.C.A) en Londres, una de las exposiciones de arte y tecnología más importantes de la década. En esta exposición no solo se incluyeron los efectos, sino también las propias máquinas de dibujo como una exhibición interactiva. Cybernetic Serendipity luego realizó una gira por los Estados Unidos, donde los lugares de exhibición incluyeron la Galería de Arte Corcoran en Washington y el Palacio de Bellas Artes de San Francisco.

## Inspiración: la computadora del visor de bombardero
El componente principal de cada máquina de dibujo Henry era la computadora del visor de bombardero. Estas computadoras analógicas mecánicas representaron algunos de los avances tecnológicos más importantes de la Segunda Guerra Mundial. Sin embargo, en la década de 1960 ya representaban una tecnología "antigua" en comparación con las computadoras más modernas disponibles en ese momento.
Estas computadoras mecánico-analógicas se emplearon en los aviones de bombardeo de la Segunda Guerra Mundial para determinar el momento exacto en que se lanzarían las bombas para alcanzar su objetivo. El encargado de lanzar las bombas recibía información sobre la velocidad del avión, la dirección y velocidad del viento, la altitud, el ángulo de deriva y el peso de la bomba, que una vez introducida en la computadora permitía determinar el momento de lanzamiento de la bomba, utilizando una disposición compleja de giróscopos, motores eléctricos, engranajes y un telescopio.
Fue a principios de la década de 1950 cuando Henry compró su primera computadora de bombardeo Sperry, en perfectas condiciones, en un almacén de excedentes de guerra en Shude Hill, Mánchester. Esta compra se inspiró en la pasión de toda la vida de Henry por todo lo mecánico, que había sido impulsada por siete años como empleado técnico en el cuerpo de Ingenieros Eléctricos y Mecánicos Reales durante la Segunda Guerra Mundial. Se maravilló tanto con el funcionamiento mecánico interno de esta computadora, que finalmente decidió capturar sobre papel sus "parábolas incomparables". Luego modificó el dispositivo para crear la primera máquina de dibujo de 1960. Se construyó una segunda en 1963 y una tercera en 1967. Estas máquinas crearon dibujos lineales complejos, abstractos, asimétricos, curvilíneos y repetitivos que se dejaban intactos como dibujos terminados o eran embellecidos por la mano del artista en respuesta a los sugerentes efectos generados por la máquina. Ninguna de las máquinas de Henry permanece en condiciones de funcionar.

## Las máquinas de dibujo

La primera máquina de dibujo de Henry

Cada máquina de dibujo de Henry se basaba en una computadora analógica de visor de bombardeo en combinación con otros componentes que Henry había adquirido para el taller de su casa en Whalley Range, Mánchester. Cada máquina tardó hasta seis semanas en construirse y cada dibujo entre dos horas y dos días en completarse. Las máquinas de dibujo dependían de una fuente de potencia eléctrica externa para operar uno o dos servomotores que alimentaban la sincronización de los útiles de dibujo suspendidos que actuaban sobre un tablero de dibujo fijo o móvil. Con la primera máquina de dibujo, Henry empleó bolígrafos para trazar las marcas; sin embargo, con las máquinas que siguieron prefirió usar plumas técnicas con tinta china para evitar el problema de perder nitidez con la exposición prolongada a la luz solar.

## Cómo funcionaban las máquinas de dibujo
Las máquinas de dibujo de Henry eran bastante diferentes a las computadoras convencionales de la década de 1960, ya que no podían preprogramarse ni almacenar información. En cambio, sus máquinas se basaron, al igual que las del artista Jean Tinguely, en una "mecánica del azar". Es decir, se basaron en la relación casual en la disposición de los componentes mecánicos de cada máquina, la más mínima alteración de la cual, (por ejemplo, un tornillo aflojado), podía influir drásticamente en el resultado final. En palabras de Henry, dejó que cada máquina "hiciera lo suyo" de acuerdo con sus características mecánicas "sui géneris", con resultados a menudo sorprendentes e impredecibles. La forma imprecisa en que las máquinas de Henry fueron construidas y operadas aseguró que sus efectos no pudieran ser producidos en serie y serían infinitamente variados.
Se ha comentado que herramientas tan imprecisas como las máquinas de Henry mejoran la creatividad artística en comparación con los programas modernos de imágenes generadas por computadora, que no dejan margen para la intuición artística. Las máquinas de Henry tampoco podrían haber sido acusadas de impedir que el artista ejerciera la elección estética. Eran realmente interactivas, como el software moderno de manipulación de gráficos por computadora. Con una máquina de dibujo de Henry, el artista tenía el control general y era libre de ejercer la intuición personal y artística en cualquier momento de su elección durante el proceso de producción del dibujo.
Ambos elementos, el azar y la interacción, contrastaban con la mayoría de los artistas informáticos o diseñadores gráficos del período, para quienes la primera etapa en la producción de un gráfico digital por computadora era concebir el producto final. La siguiente etapa era una en la que "se encontraba qué fórmulas matemáticas o manipulaciones de patrones geométricos representaban las líneas deseadas. Luego se programaban en un lenguaje informático, se perforaban en tarjetas y se leían en una computadora".

## Efectos generados por máquinas

Imagen producida por la Máquina de Dibujo 1

En 2001, el trabajo generado por máquinas de Henry se discutió en términos del uso que se hizo, desde los tiempos más remotos, de distintas herramientas para producir efectos visuales abstractos similares. Una vez que el propio Henry había contemplado los efectos visuales producidos por su primera máquina, se esforzó por encontrar posibles precursores, como las formas orgánicas descritas en las matemáticas de formas naturales. Henry también comparó sus efectos generados por máquinas con los producidos con instrumentos científicos y matemáticos anteriores, como la pluma geométrica de Suardi de 1750, los armonógrafos de péndulo y el torno utilizado en grabados ornamentales y ebanistería.
Su inclusión en 1968 en la Cybernetic Serendipity le permitió contrastar aún más sus efectos generados por máquinas con otros similares, aunque menos complejos y variados, producidos utilizando otras herramientas, como efectos mostrados en una pantalla de visualización usando un osciloscopio de rayos catódicos (Ben F. Laposky en Cybernetic Serendipity 1968) y los producidos usando un plóter mecánico vinculado a una computadora digital (Lloyd Sumner en Cybernetic Serendipity 1968) o analógica (Maughan S. Mason en Cybernetic Serendipity 1968). Sin embargo, las máquinas de dibujo de Henry, a diferencia de otros instrumentos de marcado de precisión como el torno y el trazador mecánico, dependían en gran medida de elementos aleatorios tanto en su construcción como en su funcionamiento.

## Matemáticas fractales
La introducción de Henry en 2001 a la aplicación estética de las matemáticas fractales proporcionó a Henry los términos de referencia necesarios para describir los aspectos operativos basados en el azar de sus máquinas. Las matemáticas fractales también podían ayudar a describir la apreciación estética de sus efectos generados por máquinas o "fractales mecánicos", como él los denominó.
Los sistemas fractales son producidos por un sistema dinámico, no lineal de elementos interdependientes e interactuantes; en el caso de Henry, esto está representado por los mecanismos y movimientos de la propia máquina de dibujo. En un sistema fractal, como en cada máquina de dibujo Henry, cambios o ajustes muy pequeños en las influencias iniciales pueden tener efectos de gran alcance.
Las imágenes fractales apelan a la apreciación estética intuitiva del orden y el caos combinados. Cada dibujo producido por la máquina de Henry tiene todas las características de una imagen fractal, ya que incorporan regularidad y repetición junto con cambios abruptos y discontinuidades. En otras palabras, exhiben autosimilitud (detalles similares en diferentes escalas) y orden y caos simultáneamente. Estas imágenes también se asemejan a los fractales con "atractores", ya que los grupos de curvas presentes en los efectos generados por la máquina tienden a formar grupos creando patrones sugerentes.
Se ha descubierto que existen patrones fractales, similares a los efectos generados por la máquina de Henry, al trazar tremores, sistemas meteorológicos, electrocardiogramas de los latidos del corazón y los datos de electroencefalografía de la actividad cerebral.
Henry encontró en los fractales un medio tanto para clasificar su actividad artística como para describir la apreciación estética de sus efectos visuales. Entre los muchos artistas que han empleado anteriormente lo que ahora se reconoce como imágenes fractales, están: "los densos remolinos de energía de Vincent van Gogh alrededor de los objetos; las geometrías recursivas de Maritus Escher; o la pintura por goteo con abstracciones enredadas de Jackson Pollock".

## Arte y tecnología
Se puede decir que los avances científicos y tecnológicos siempre han influido en el arte en términos de inspiración, herramientas y efectos visuales. En palabras de Douglas Davis: "El arte no puede rechazar la tecnología o la ciencia más de lo que puede rechazar el mundo mismo". En sus escritos, el propio Henry a menudo expresaba su entusiasmo de toda la vida por las fructíferas colaboraciones entre el arte y la tecnología.
Durante la Primera Era de las Máquinas, antes de la Segunda Guerra Mundial, el entusiasmo por los avances tecnológicos fue expresado por la Machine Aesthetic que anunció el modernismo. Los movimientos artísticos de esta época que compartían aspectos de la estética de la máquina incluían el purismo en Francia, el futurismo en Italia (ambos celebraron las glorias de las máquinas modernas y la emoción de la velocidad), el suprematismo, el productivismo en Rusia, el constructivismo, el precisionismo en Norteamérica y el arte cinético.
En la década de 1960, en la Segunda Era de las Máquinas, la tecnología proporcionó no solo la inspiración para la producción de arte, sino sobre todo sus herramientas, como refleja el movimiento de Arte y Tecnología en los Estados Unidos. Los partidarios de este movimiento emplearon solo los equipos informáticos disponibles más recientes. En esta fase temprana del arte por computadora, los programadores se convirtieron en artistas y los artistas se convirtieron en programadores para experimentar con las posibilidades creativas de las computadoras. Como Henry trabajaba en un relativo aislamiento artístico y científico, no tenía acceso a las últimas innovaciones tecnológicas, a diferencia de los que trabajaban, por ejemplo, en el Instituto de Tecnología de Massachusetts.
En la década de 1970, el entusiasmo anterior por la tecnología atestiguado en la década de 1960 dio paso a la pérdida de fe del posmodernismo en la tecnología a medida que sus efectos destructivos, tanto en la guerra como en el medioambiente, se hicieron cada vez más evidentes. Lucie-Smith (1980) y Goodman (1987) sugieren que es a partir de 1978 cuando puede reconocerse una segunda generación de artistas informáticos; una generación que ya no necesitaba tener conocimientos electrónicos o ser adepta porque el "software lo hace por ellos". Esto contrasta con Henry, quien tuvo que adquirir el conocimiento y las habilidades necesarias para manipular y modificar los componentes de las computadoras para construir las máquinas de dibujo.
Durante la década de 1980, la aplicación en las computadoras de los circuitos integrados (desarrollados en 1972) aumentó la asequibilidad de una computadora doméstica y condujo al desarrollo de programas interactivos de gráficos por computadora como Sketchpad y varios sistemas como Paintbox. Durante este período, el arte por computadora dio paso casi por completo a los gráficos por computadora a medida que las capacidades de imágenes de la computadora se explotaron tanto industrial como comercialmente y se trasladaron a esferas relacionadas con el entretenimiento, con compañías dedicadas a la animación digital cinematográfica como Pixar o Lucasfilm. La computadora volvió a convertirse, para algunos, en una herramienta artística indiscutible por derecho propio.
Este entusiasmo renovado en las posibilidades artísticas de la computadora se ha debido a la aparición hacia finales del siglo XX de diversas formas de arte cibernético, virtual o digital, entre los que se incluyen el arte algorítmico y el arte fractal. En el siglo XXI, las imágenes producidas y/o manipuladas digitalmente se han exhibido en galerías como verdaderas obras de arte por derecho propio.

## Legado
Las máquinas de dibujo de Henry de la década de 1960 representaron una innovación notable en el campo del arte y la tecnología por distintas razones. En primer lugar, la computadora analógica del visor de bombardeo proporcionó no solo la inspiración, sino también la herramienta principal para producir efectos visuales muy originales. En segundo lugar, la dependencia de sus máquinas de una mecánica del azar, en oposición a programas de computadora predeterminados, aseguró la calidad irrepetible y única de sus infinitamente variados efectos generados por máquinas o "fractales mecánicos". En tercer lugar, el potencial interactivo y espontáneo del modus operandi de sus máquinas de dibujo se adelantó en unos veinte años a este aspecto particular del software posterior de manipulación de gráficos por ordenador.
Finalmente, Henry nunca se inspiró artísticamente en el potencial gráfico de la computadora digital moderna. Prefería la interacción directa proporcionada por los componentes mecánicos interconectados y claramente visibles de la computadora analógica anterior, y como consecuencia, de sus máquinas de dibujo también. Esto estaba en marcado contraste con el funcionamiento invisible e indirecto de la computadora digital posterior: "la computadora analógica mecánica, era una obra de arte en sí misma, que involucraba una disposición más hermosa de engranajes, correas, diferenciales de levas, etc. en su funcionamiento, un atractivo visual que ahora se ha desvanecido en la contraparte electrónica moderna;… disfruté viendo la máquina trabajar… ".
En vista de estas consideraciones, se puede decir que las máquinas de dibujo de Henry no solo reflejan la fase experimental temprana del arte y los gráficos por computadora, sino que también brindan un vínculo artístico y tecnológico importante entre dos épocas distintas del siglo XX: la Edad Mecánica/Industrial anterior y la Edad Electrónica/Digital posterior.